# Słoweńska Partia Demokratyczna
Słoweńska Partia Demokratyczna (słoweń. Slovenska demokratska stranka, SDS) – słoweńska centroprawicowa, konserwatywno-liberalna i chadecka partia polityczna, działająca od 1989. Do 2003 występowała pod nazwą Socjaldemokratyczna Partia Słowenii (słoweń. Socialdemokratska stranka Slovenije, SDSS).

## Historia
Początki SDS związane są z połączeniem się utworzonych w 1989 Socjaldemokratycznego Związku Słowenii i Słoweńskiego Związku Demokratycznego, głównych ugrupowań antykomunistycznej i niepodległościowej koalicji DEMOS. W 1992 związek podzielił się na trzy frakcje, w tym Socjaldemokratyczną Partię Słowenii, która mimo słabego wyniku wyborczego weszła w skład koalicji rządzącej.
W 1993 z kierowania ugrupowaniem zrezygnował Jože Pučnik, który do swojej śmierci (w 2003) pełnił funkcję honorowego przewodniczącego demokratów. Na czele partii stanął Janez Janša, minister obrony z okresu wojny o niepodległość. W 1994 socjaldemokraci odeszli z rządu, pozostawali w opozycji przez blisko 10 lat z wyjątkiem krótkiego epizodu z 2000, gdy współtworzyli gabinet Andreja Bajuka.
W 2003, w związku z ubieganiem się o członkostwo w Europejskiej Partii Ludowej, przyjęto nazwę Słoweńska Partia Demokratyczna. Przyjęty w tym samym roku nowy program SDS definiował ją jako partię centrową, z liberalnym programem gospodarczym i chadeckim programem społecznym. Ugrupowanie wspierało integrację Słowenii z Unią Europejską.
Po zwycięstwie w wyborach krajowych w 2004, SDS współtworzyła (wraz z Nową Słowenią, Słoweńską Partią Ludową i partią emerytów) centroprawicową koalicję rządową z Janezem Janšą na czele. W 2007 demokraci poparli kandydaturę Lojzego Peterle w wyborach prezydenckich. W wyborach w 2008 nieznacznie przegrali z Socjaldemokratami, przechodząc do opozycji. Pod koniec tego samego roku SDS powołała radę ekspertów, stanowiącą nieformalny gabinet cieni. W 2011 partia ponownie zajęła drugie miejsce, tym razem przegrywając z Pozytywną Słowenią. SDS zdołała jednak zawiązać koalicję rządową (z trzema poprzednimi koalicjantami i partią Gregora Viranta), a jej wieloletni lider po raz drugi został premierem. W 2013 po rozpadzie koalicji i zmianie rządu znalazła się w opozycji. Pozostała w niej również po wyborach z 2014 (zajęła wówczas drugie miejsce) i wyborach z 2018, w których zajęła pierwsze miejsce. W 2020 w trakcie kadencji partia powróciła do władzy, zawiązując centroprawicową koalicji z Nową Słowenią, partią emerytów oraz Partią Nowoczesnego Centrum, co umożliwiło jej przywódcy objęcie po raz trzeci stanowiska premiera. Po wyborach w 2022, w których przegrała z Ruchem Wolności, SDS powróciła do opozycji.

## Wyniki wyborcze
Wybory do Zgromadzenia Narodowego:
- 1990: 7,4% głosów, 6 mandatów
- 1992: 3,3% głosów, 4 mandatów
- 1996: 16,1% głosów, 16 mandatów
- 2000: 15,9% głosów, 14 mandatów
- 2004: 29,1% głosów, 29 mandatów
- 2008: 29,3% głosów, 28 mandatów
- 2011: 26,2% głosów, 26 mandatów
- 2014: 20,7% głosów, 21 mandatów
- 2018: 24,9% głosów, 25 mandatów
- 2022: 23,5% głosów, 27 mandatów[5]

W wyborach do Parlamentu Europejskiego SDS w 2004 i 2009 uzyskiwała po dwa mandaty europosłów. W trakcie VII kadencji PE przypadł jej dodatkowo jeden mandat. W 2014 demokraci utrzymali trzyosobową reprezentację. W 2019 wprowadzili dwóch posłów z wspólnej listy z SLS, która łącznie uzyskała trzy miejsca w PE. W wyborach w 2024 uzyskali czteroosobową reprezentację w PE.

## Przewodniczący
- 1989–1989: France Tomšič
- 1989–1993: Jože Pučnik
- od 1993: Janez Janša[8]